# Philipp Veit
Philipp Veit (Berlin, 1793. február 13. – Mainz, 1877. december 18.) német festő.

## Pályafutása
Drezdában, majd Bécsben végezte tanulmányait, ahol áttért a keresztény hitre és művészetében is rajongó katolikus lett. 1815 és 1839 között Rómában az ún. nazarénus festők közé tartozott és részt vett a Casa Bartholdy és Villa Massimi kifestésében. 1834 és 1843 között a majna-frankfurti Städel-intézet, 1853-tól a mainzi képtár igazgatója volt. Tárgyilag is jellemző főműve: A művészetek meghonosítása Németországban a kereszténység által (1836, vászonra áttett freskó, Frankfurt, Städel-intézet). 